# تحپنیس
تحپنیس (انگلیسی: Tahpenes؛‎/ˈtɑːpəniːz, tɑːˈpiːniːz/‎ ‏ مصری باستان: tꜣ ḥmt nswt؛ معنای تحت‌اللفظی: همسر پادشاه) یک ملکه حاکم در مصر باستان بود که در کتاب اول پادشاهان ذکر شده است. او در آیات ۱۱:۱۹–۲۰ از کتاب اول پادشاهان ظاهر می‌شود، جایی که فرعون مصری هاداد ادومی را با خواهر تهفنیس در ازدواج می‌آورد. تحپنیس، گنوبات را که پسر هاداد و خواهرش بود شیر می‌داد و او همچنین در خانه فرعون پرورش یافت.
تحپنیس همچنین به مکانی اشاره دارد که احتمالاً شهری در مصر باستان بوده است. در این زمینه، تحپنیس در کتاب ارمیا ۲:۱۶ نیز ذکر شده است.